# Ciro Alegría

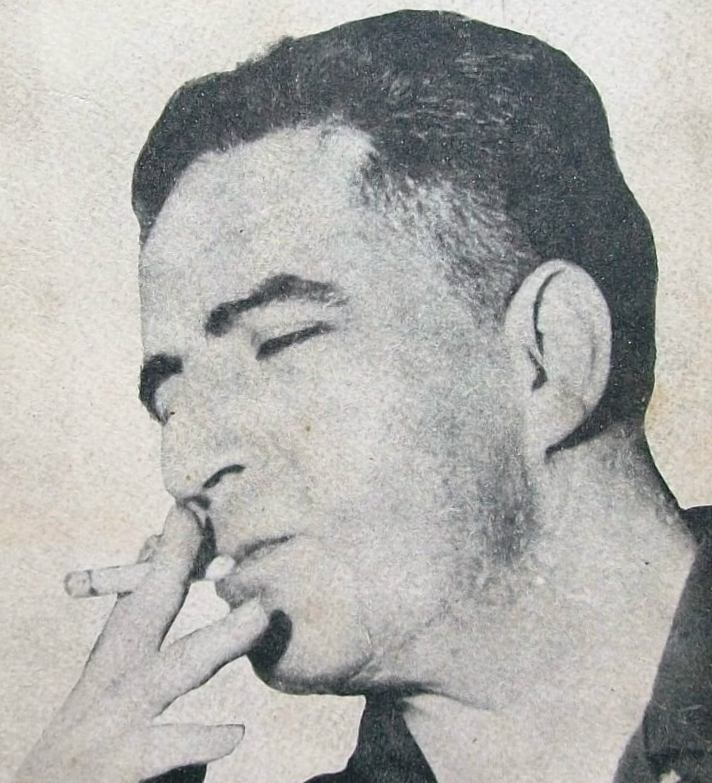
Ciro Alegría

Ciro Alegría Bazán (* 4. November 1909 im Gehöft Quilca bei Huamachuco in der Region La Libertad; † 17. Februar 1967 in Chaclacayo), bekannt als Ciro Alegría, war ein peruanischer Schriftsteller, Politiker und Journalist. Er gilt als einer der führenden Vertreter des indigenistischen Romans, der sich vom europäischen Fortschrittsoptimismus abwendet und in autochthonen Wurzeln Zukunftslösungen sieht.

## Leben
Ciro Alegría entstammte einer Großgrundbesitzerdynastie. Sein Vater José Eliseo Alegría Lynch, der vom peruanischen Anarchisten Manuel González Prada beeinflusst war, führte gegen den Willen von Ciro Alegrías Großvater eine kleine Landreform unter den indigenen Landarbeitern seiner Hazienda durch und heiratete die Tochter des Vorarbeiters der Hazienda (Herminia Bazán Lynch). Darauf entfernte Ciro Alegrías Großvater Teodoro Alegría, der als Abgeordneter in Lima lebte, José Eliseo von der Leitung der Hazienda und verbannte ihn auf einen entlegenen Posten der Hazienda, das Gehöft Quilca, wo Ciro Alegría geboren wurde und seine früheste Kindheit in einem indigenen Umfeld verbrachte. Als er schulpflichtig wurde, entfernte ihn sein Großvater von seiner Familia und schickte ihn nach Trujillo, der Hauptstadt der Region La Libertad in die Schule, wo sein erster Lehrer der peruanische Dichter César Vallejo war. Die Großmütter väterlicher- und mütterlicherseits waren Cousinen und rein irischer Abstammung, obwohl Ciro Alegría stets behauptete, seine Großmutter mütterlicherseits habe „Indianerblut“.
Als Jugendlicher kam Ciro Alegría ins Gefängnis, wo er gefoltert wurde. Grund war seine aktive Mitgliedschaft in der APRA. Im Alter von 21 Jahren wurde er letztendlich nach Chile abgeschoben. 30 Jahre lebte er im Exil, zunächst in Chile, dann in den USA, in Puerto Rico und zuletzt in Kuba. Er schrieb fast sein ganzes Erwachsenenleben hindurch aus dem Exil über seine Heimat Peru. Erst im Alter von 51 Jahren kehrte er nach Peru zurück, wo er im Alter von 58 Jahren verstarb. Ciro Alegría war drei Mal verheiratet und hatte mit den drei Frauen insgesamt 8 Kinder, darunter den Regisseur, Theaterleiter und Autor Alonso Alegría.

## Öffentliches Wirken
Während seines Aufenthaltes in New York trat Ciro Alegría aus der Partei APRA aus. Nach seiner Rückkehr nach Peru trat er auf Bitten seines Freundes, des Präsidenten Fernando Belaúnde Terry der Partei Acción Popular bei, für die er 1963 als Abgeordneter ins Parlament einzog. 1960 wurde er in die Peruanische Akademie der Spanischen Sprache aufgenommen und wurde Präsident der peruanischen Schriftsteller und Künstler.

## Literarisches Werk
Zusammen mit José María Arguedas gilt Ciro Alegría als bedeutendster Vertreter des peruanischen indigenistischen Romans. In seinen Romanen erzählt er das Leben der Indianer in den Anden von Nordperu, die im Gegensatz zu den Figuren von Arguedas, dessen Romane im Süden Perus spielen, weitgehend das traditionelle Leben der Andenvölker repräsentieren. Als bedeutendstes Werk gilt El Mundo es ancho y ajeno, das der Schriftsteller Mario Vargas Llosa als „Ausgangspunkt der modernen peruanischen Prosa“ bezeichnet hat. Für ihn ist Ciro Alegría der erste Klassiker unter den peruanischen Romanciers. Sein Werk spiegelt das moderne Peru wider mit seiner Vielfalt an Ethnien, Kulturen und Gebräuchen. In El Mundo es ancho y ajeno verlassen die Protagonisten das andine Hochland, da ein grausamer Großgrundbesitzer (Don Álvaro Amenábar) ihnen ihr Land weggenommen hat. Sie ziehen durch ganz Peru auf der Suche nach einer Möglichkeit, den Lebensunterhalt zu verdienen. Die zwei Hauptfiguren sind der weise, alte und in den Traditionen verwurzelte Indianer Rosendo Maquí und der junge Mestize Benito Castro, der nach dem Tode von Rosendo in seine indianische Gemeinschaft zurückkehrt, um das Recht der Indigenen auf ihr Land zu verteidigen.
Im Allgemeinen verteidigen sämtliche Romane Ciro Alegrías die Integration aller Peruaner in die Gesellschaft und kritisieren das Elend und die soziale Ungerechtigkeit, unter denen die untersten Gesellschaftsschichten, insbesondere die Einheimischen zu leiden haben. Seine Werke haben einen epischen Ton. In ihnen treten vor allem die Natur und die Traditionen Perus sowie der Kampf seiner Bewohner ums Überleben hervor.